# Provinz Latina
Die Provinz Latina (italienisch Provincia di Latina) ist eine Provinz in der Region Latium in Italien.
Die Provinz ist benannt nach der gleichnamigen Provinzhauptstadt. Sie erstreckt sich zwischen den Mündungen der Flüsse Astura und Garigliano entlang des Tyrrhenischen Meers. Entlang der nordöstlichen Grenze hat sie Anteil an den Monti Lepini, Monti Ausoni und Monti Aurunci. Der größte Teil der Provinz liegt jedoch in der Ebene. Im Süden liegt der Monte Circeo, ein Inselberg an der Küste. Zur Provinz gehören auch die Pontinischen Inseln.
Mit der Trockenlegung der Pontinischen Sümpfe in den 1930er Jahren wurde die Ebene, die einen Großteil der Provinz ausmacht, besiedelt. Am 18. Dezember 1934 wurde die Provinz Littoria aus Gebieten der Provinz Rom und der Provinz Terra di Lavoro gebildet. 1945 wurden Stadt und Provinz in Latina umbenannt.

## Größte Gemeinden
Mit über 5.000 Einwohnern.
(Stand: 31. Dezember 2023)
| Gemeinde              | Einwohner |
| --------------------- | --------- |
| Latina                | 127.859   |
| Aprilia               | 74.470    |
| Terracina             | 44.684    |
| Fondi                 | 39.760    |
| Formia                | 36.883    |
| Cisterna di Latina    | 36.213    |
| Sezze                 | 23.753    |
| Minturno              | 20.389    |
| Sabaudia              | 19.431    |
| Gaeta                 | 19.300    |
| Pontinia              | 15.080    |
| Priverno              | 13.775    |
| Cori                  | 10.379    |
| Itri                  | 10.431    |
| San Felice Circeo     | 10.146    |
| Sermoneta             | 9994      |
| Sonnino               | 7367      |
| Santi Cosma e Damiano | 6843      |
| Monte San Biagio      | 6042      |

Quelle: ISTAT